# CAF Champions League 2003
Die CAF Champions League 2003 begann am 15. Februar 2003 mit der Vorrunde und endete am 12. Dezember 2003 mit dem Finalrückspiel zwischen Ismaily SC aus Ägypten und FC Enyimba aus Nigeria. Sieger wurde der FC Enyimba, der nach einem 2:0-Heimsieg im Hinspiel das Rückspiel mit 0:1 verlor. Dies war der erste Titelgewinn des FC Enyimba.
Insgesamt nahmen 41 Mannschaften aus 39 Landesverbänden am Turnier teil.

## Vorrunde
Hinspiele am 15. und 16. Februar, Rückspiele am 1. und 2. März.
|                 | Gesamt    |                           | Hinspiel | Rückspiel |
| --------------- | --------- | ------------------------- | -------- | --------- |
| Wallidan Banjul | 1:0       | AS Dragons FC de l’Ouémé  | 1:0      | 0:0       |
| FC Nouadhibou   | (a)2:2(a) | AS Niamey                 | 2:1      | 0:1       |
| CD Elá Nguema   | 0:1       | AS Douanes de Lomé        | 0:0      | 0:1       |
| Villa SC        | 4:2       | Muzinga FC                | 4:1      | 0:1       |
| Saint-George SA | 2:3       | Rayon Sports FC           | 1:3      | 1:0       |
| AS Adema        | 1:3       | SS Saint-Louisienne       | 1:0      | 0:3       |
| Red Sea FC      | (a)2:2(a) | Nzoia Sugar FC            | 2:0      | 0:2       |
| Simba SC        | 4:1       | Botswana Defence Force XI | 1:0      | 3:1       |
| La Passe FC     | 1:2       | AS Port-Louis 2000        | 1:0      | 0:2       |

In der ersten Runde stiegen folgende Mannschaften ein:
- USM Algier
- Atlético Sport Aviação
- ASFA-Yennenga Ouagadougou
- Canon Yaoundé
- ASEC Mimosas
- FC Saint Eloi Lupopo
- Ismaily SC
- Zamalek SC
- USM Libreville
- Hearts of Oak SC
- Satellite FC
- Al-Ittihad Tripolis
- Stade Malien
- Hassania d’Agadir
- Clube Ferroviário de Maputo
- AS Police Brazzaville
- FC Enyimba
- ASC Jeanne d’Arc
- Santos Kapstadt
- Al-Merrikh Khartum
- Espérance Sportive de Tunis
- Zanaco FC
- Highlanders FC

## Erste Runde
Hinspiele am 11. und 13. April, Rückspiele am 26. April und 17. Mai.
|                             | Gesamt          |                           | Hinspiel | Rückspiel |
| --------------------------- | --------------- | ------------------------- | -------- | --------- |
| USM Algier                  | 3:2             | Wallidan Banjul           | 2:0      | 1:2       |
| Stade Malien                | (a)2:2(a)       | AS Police Brazzaville     | 1:0      | 1:2       |
| Canon Yaoundé               | 5:4             | Al-Merrikh Khartum        | 5:0      | 0:4       |
| FC Saint Eloi Lupopo        | 3:1             | USM Libreville            | 0:1      | 3:0       |
| ASEC Mimosas                | 5:2             | AS Niamey                 | 3:0      | 2:2       |
| Hassania d’Agadir           | 0:0 (5:4 i. E.) | Al-Ittihad Tripolis       | 0:0      | 0:0       |
| Hearts of Oak SC            | 4:1             | AS Douanes de Lomé        | 1:0      | 3:1       |
| Atlético Sport Aviação      | 3:2             | Villa SC                  | 1:2      | 2:0       |
| ASC Jeanne d’Arc            | 2:1             | ASFA-Yennenga Ouagadougou | 2:0      | 0:1       |
| FC Enyimba                  | 8:2             | Satellite FC              | 3:0      | 5:2       |
| Espérance Sportive de Tunis | 7:2             | Rayon Sports FC           | 5:0      | 2:2       |
| Highlanders FC              | 4:2             | SS Saint-Louisienne       | 3:1      | 1:1       |
| Zamalek SC                  | 7:1             | Nzoia Sugar FC            | 3:0      | 4:1       |
| Santos Kapstadt             | 0:0 (8:9 i. E.) | Simba SC                  | 0:0      | 0:0       |
| Ismaily SC                  | 1:0             | Zanaco FC                 | 1:0      | 0:0       |
| Clube Ferroviário de Maputo | 2:2 (1:3 i. E.) | AS Port-Louis 2000        | 2:0      | 0:2       |

## Zweite Runde
Hinspiele am 18. und 24. Mai, Rückspiele am 30. Mai und 1. Juni.
|                        | Gesamt          |                             | Hinspiel | Rückspiel |
| ---------------------- | --------------- | --------------------------- | -------- | --------- |
| Stade Malien           | 1:3             | USM Algier                  | 1:1      | 0:2       |
| FC Saint Eloi Lupopo   | 1:3             | Canon Yaoundé               | 0:0      | 1:3       |
| Hassania d’Agadir      | 0:1             | ASEC Mimosas                | 0:0      | 0:1       |
| Atlético Sport Aviação | 3:2             | Hearts of Oak SC            | 3:0      | 0:2       |
| FC Enyimba             | 4:0             | ASC Jeanne d’Arc            | 4:0      | 0:0       |
| Highlanders FC         | 1:7             | Espérance Sportive de Tunis | 1:1      | 0:6       |
| Simba SC               | 1:1 (3:2 i. E.) | Zamalek SC                  | 1:0      | 0:1       |
| AS Port-Louis 2000     | 0:7             | Ismaily SC                  | 0:1      | 0:6       |

## Gruppenphase

### Gruppe A
| Pl. | Verein       | Sp. | S | U | N | Tore    | Diff. | Punkte |
| --- | ------------ | --- | - | - | - | ------- | ----- | ------ |
| 1.  | FC Enyimba   | 6   | 4 | 0 | 2 | 014:110 | +3    | 12     |
| 2.  | Ismaily SC   | 6   | 3 | 2 | 1 | 013:700 | +6    | 11     |
| 3.  | Simba SC     | 6   | 2 | 1 | 3 | 007:100 | −3    | 07     |
| 4.  | ASEC Mimosas | 6   | 1 | 1 | 4 | 006:120 | −6    | 04     |

| 9. August 2003     |     |              |
| ASEC Mimosas       | 1:1 | Ismaily SC   |
| 10. August 2003    |     |              |
| FC Enyimba         | 3:0 | Simba SC     |
| 22. August 2003    |     |              |
| Ismaily SC         | 6:1 | FC Enyimba   |
| 24. August 2003    |     |              |
| Simba SC           | 1:0 | ASEC Mimosas |
| 7. September 2003  |     |              |
| FC Enyimba         | 3:1 | ASEC Mimosas |
| Simba SC           | 0:0 | Ismaily SC   |
| 19. September 2003 |     |              |
| Ismaily SC         | 2:1 | Simba SC     |
| 21. September 2003 |     |              |
| ASEC Mimosas       | 0:2 | FC Enyimba   |
| 3. Oktober 2003    |     |              |
| Ismaily SC         | 2:0 | ASEC Mimosas |
| 5. Oktober 2003    |     |              |
| Simba SC           | 2:1 | FC Enyimba   |
| 19. Oktober 2003   |     |              |
| ASEC Mimosas       | 4:3 | Simba SC     |
| FC Enyimba         | 4:2 | Ismaily SC   |

### Gruppe B
| Pl. | Verein                      | Sp. | S | U | N | Tore    | Diff. | Punkte |
| --- | --------------------------- | --- | - | - | - | ------- | ----- | ------ |
| 1.  | Espérance Sportive de Tunis | 6   | 4 | 2 | 0 | 007:200 | +5    | 14     |
| 2.  | USM Algier                  | 6   | 3 | 0 | 3 | 007:400 | +3    | 09     |
| 3.  | Canon Yaoundé               | 6   | 2 | 1 | 3 | 006:100 | −4    | 07     |
| 4.  | Atlético Sport Aviação      | 6   | 1 | 1 | 4 | 003:700 | −4    | 04     |

| 9. August 2003              |     |                             |
| Atlético Sport Aviação      | 1:0 | USM Algier                  |
| Espérance Sportive de Tunis | 2:1 | Canon Yaoundé               |
| 22. August 2003             |     |                             |
| USM Algier                  | 0:1 | Espérance Sportive de Tunis |
| 24. August 2003             |     |                             |
| Canon Yaoundé               | 2:1 | Atlético Sport Aviação      |
| 5. September 2003           |     |                             |
| USM Algier                  | 3:0 | Canon Yaoundé               |
| 6. September 2003           |     |                             |
| Atlético Sport Aviação      | 0:0 | Espérance Sportive de Tunis |
| 20. September 2003          |     |                             |
| Espérance Sportive de Tunis | 1:0 | Atlético Sport Aviação      |
| 21. September 2003          |     |                             |
| Canon Yaoundé               | 0:2 | USM Algier                  |
| 3. Oktober 2003             |     |                             |
| USM Algier                  | 2:0 | Atlético Sport Aviação      |
| 5. Oktober 2003             |     |                             |
| Canon Yaoundé               | 1:1 | Espérance Sportive de Tunis |
| 18. Oktober 2003            |     |                             |
| Espérance Sportive de Tunis | 2:0 | USM Algier                  |
| Atlético Sport Aviação      | 1:2 | Canon Yaoundé               |

## Halbfinale
Hinspiele am 31. Oktober und 1. November, Rückspiele am 8. und 15. November.
|            | Gesamt |                             | Hinspiel | Rückspiel |
| ---------- | ------ | --------------------------- | -------- | --------- |
| Ismaily SC | 6:2    | Espérance Sportive de Tunis | 3:1      | 3:1       |
| USM Algier | 2:3    | FC Enyimba                  | 1:1      | 1:2       |

## Finale
Hinspiel am 30. November, Rückspiel am 12. Dezember.
|            | Gesamt |            | Hinspiel | Rückspiel |
| ---------- | ------ | ---------- | -------- | --------- |
| FC Enyimba | 2:1    | Ismaily SC | 2:0      | 0:1       |